# Willi Padge
Willi Padge (n. 4 octombrie 1943, Mölln, Statul Liber Prusia⁠(d), Germania – d. 17 septembrie 2023, Höxter, Renania de Nord-Westfalia, Germania) a fost un timonier ce a reprezentat Germania, medaliat olimpic. A participat la o ediție a Jocurilor Olimpice (1960) în care a câștigat o medalie de aur.

## Participări
Lista de mai jos prezintă principalele competiții la care a participat Willi Padge de-a lungul carierei.
- Canottaggio ai Giochi della XVII Olimpiade - Otto maschile[*][4]